# Dismas
Dismas of Dimas was volgens de christelijke traditie een van de twee misdadigers die ieder aan een kant van Jezus Christus aan het kruis hingen. Volgens Lucas 23:39-43 zei Jezus tegen hem dat zij elkaar dezelfde dag nog zouden zien in het paradijs. Hierdoor kwam hij bekend te staan als de "goede dief". Lucas noemt zijn naam niet, maar deze werd voor het eerst genoemd in het apocriefe Evangelie van Nikodemus 9:4 (4e eeuw). Hij is nooit heilig verklaard door de Rooms-Katholieke Kerk, maar wordt vereerd als een heilige door lokale tradities als Sint Dismas (soms gespeld "Dysmas" of in het Spaans "Dimas"). Dismas is de beschermheilige voor begrafenisondernemers, dieven en terdoodveroordeelden.
De andere misdadiger, die geen berouw toonde, heette volgens Evangelie van Nikodemus 9:4 Gestas.

## Verschillende namen
De naamgeving verschilt in de verschillende christelijke tradities:
- In het Evangelie van Nikodemus en in de katholieke en orthodoxe traditie heet de misdadiger Dismas.
- In het Arabisch kindsheidsevangelie heet hij Titus, en de onberouwvolle dief Dumachus.
- In Koptische-orthodoxe traditie heeft hij de naam Demas.
- In de Codex Colbertinus wordt hij Zoatham genoemd.
- In de Russisch-orthodoxe traditie en iconografie heet hij Rach (Russisch: Рах).

## Dismas in de iconografie
Dismas werd vroeger gebruikt om zondigen te bekeren. In de iconografie wordt hij meestal afgebeeld met Jezus en de andere misdadiger, maar soms wordt hij ook alleen afgebeeld. Hij hangt rechts van Jezus, Gestas links. Hij is enkel gekleed in een lendendoek en met touw aan het kruis gebonden. Soms hangt boven zijn hoofd een bordje met daarop Dismas Latro, "Dismas Boef". Onder het kruis zit een slang (de duivel). Ook heeft hij een spreukband met daarop: Hodie mecum eris in paradiso, "Vandaag zult gij met mij in het paradijs zijn".